# New Haven Challenger 1991
Il New Haven Challenger 1991 è stato un torneo di tennis facente parte della categoria ATP Challenger Series nell'ambito dell'ATP Challenger Series 1991. Il torneo si è giocato a New Haven negli Stati Uniti dall'8 al 14 luglio 1991 su campi in cemento.

## Vincitori

### Singolare
Alex O'Brien ha battuto in finale  Stéphane Simian con il punteggio di 6–4, 6–4

### Doppio
Royce Deppe /  T. J. Middleton hanno battuto in finale  Ivan Baron /  Brian MacPhie con il punteggio di 6–4, 5–7, 6–4